# Volvo S40/V50
Der Volvo S40/V50 ist ein Pkw-Modell des schwedischen Herstellers Volvo, das in der Kompaktklasse angesiedelt war. Es wurde von Januar 2004 bis Mai 2012 hergestellt. Im Modellprogramm war er zwischen dem Coupé-artigen C30 und den Mittelklassemodellen S60 und V60 platziert. Im März 2012 stellte Volvo auf dem Genfer Auto-Salon den neuen Volvo V40 vor, der den S40 und V50 sowie den C30 ersetzt.

## Modellgeschichte
Ende 2003 wurde die erneuerte Stufenhecklimousine S40 (S40 II) vorgestellt. Dieses Modell wurde ab Juni 2004 verkauft, zeitgleich erschien als zugehörige Kombivariante der V40-Nachfolger. Dieser wurde nicht als V40 (II), sondern im Rahmen der veränderten Nomenklatur als V50 vermarktet. Beide Fahrzeugmodelle liefen im belgischen Volvo-Werk in Gent vom Band.
Die dem S40 II/V50 zugrundeliegende Plattform, intern als P1x bezeichnet, wurde zusammen mit Ford entwickelt. Neben den Volvo-Modellen S40 II, V50 und C70 II basieren auch die zeitgleich erschienen Modelle des Ford Focus und Mazda3 sowie Mazda5 auf dieser Plattform. Sowohl die Bodengruppe als auch die Fahrwerks- und Getriebekomponenten sind mit denen des Mazda3 identisch. Folglich ist auch die passive Sicherheit keine alleinige Entwicklung, dies war jedoch bereits beim Vorgänger ähnlich, der zusammen mit dem Mitsubishi Carisma auf einer Plattform aufbaute. Die Karosserie ist im Vergleich zum Vorgänger um 34 % verwindungssteifer. Im Euro NCAP-Crashtest erreicht der V50 wie auch der Ford Focus fünf Sterne.
Das Äußere wurde auf die aktuelle Designsprache Volvos ausgerichtet, im Innenraum kommt eine „freischwebende“ Mittelkonsole zum Einsatz, die das Interieur luftiger erscheinen lassen soll.

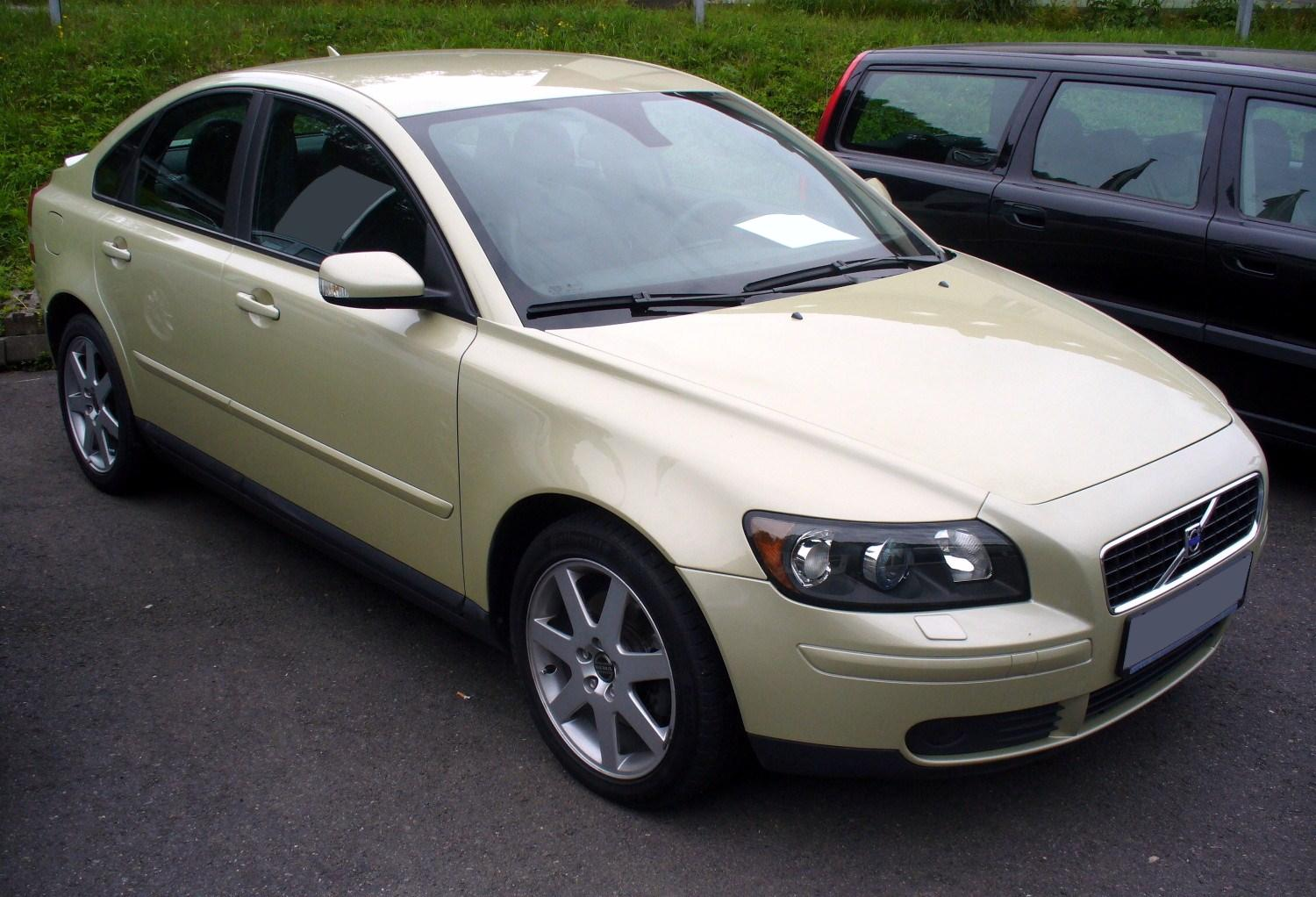
Volvo S40 T5 (2004–2007)
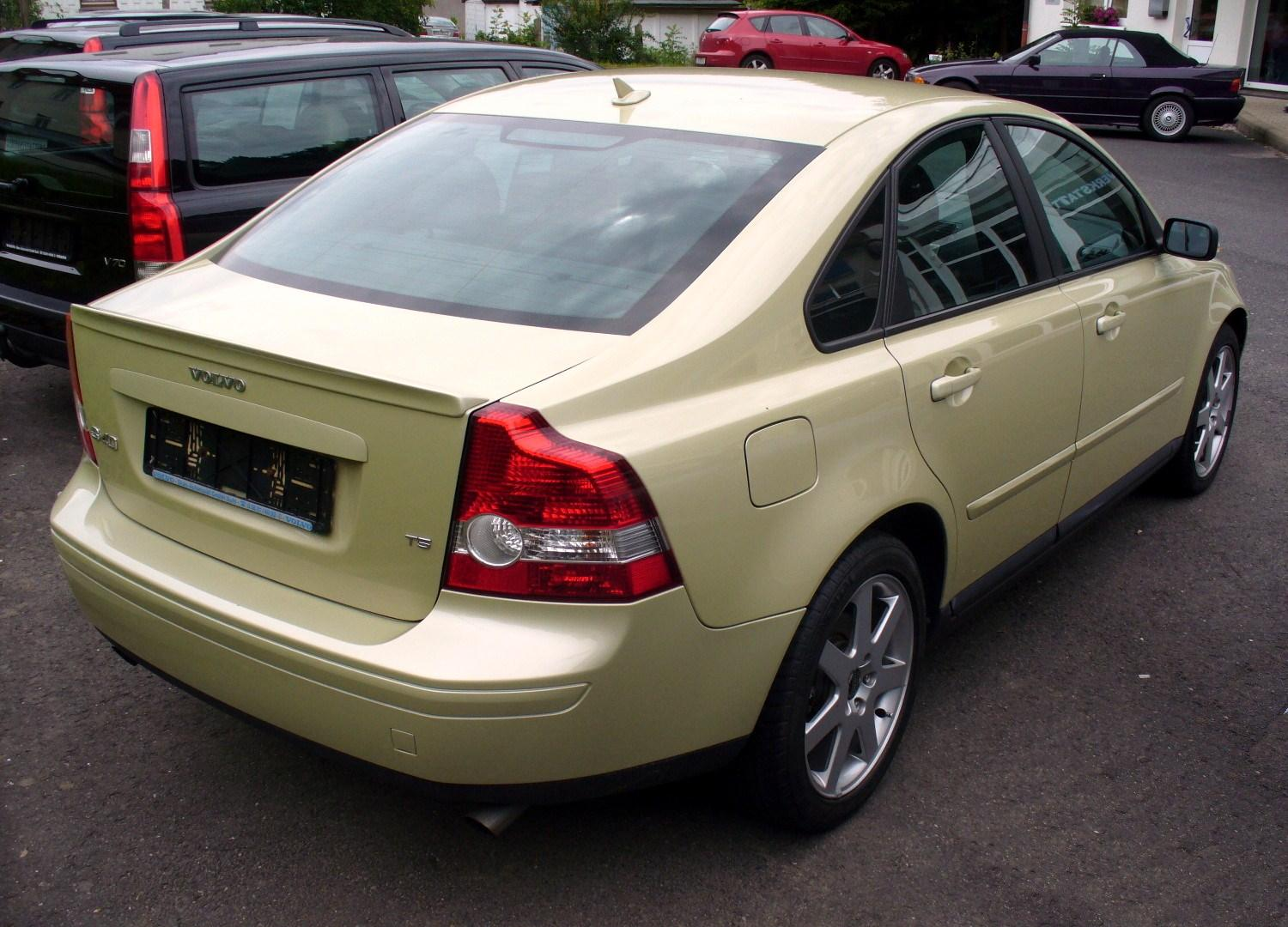
Heckansicht
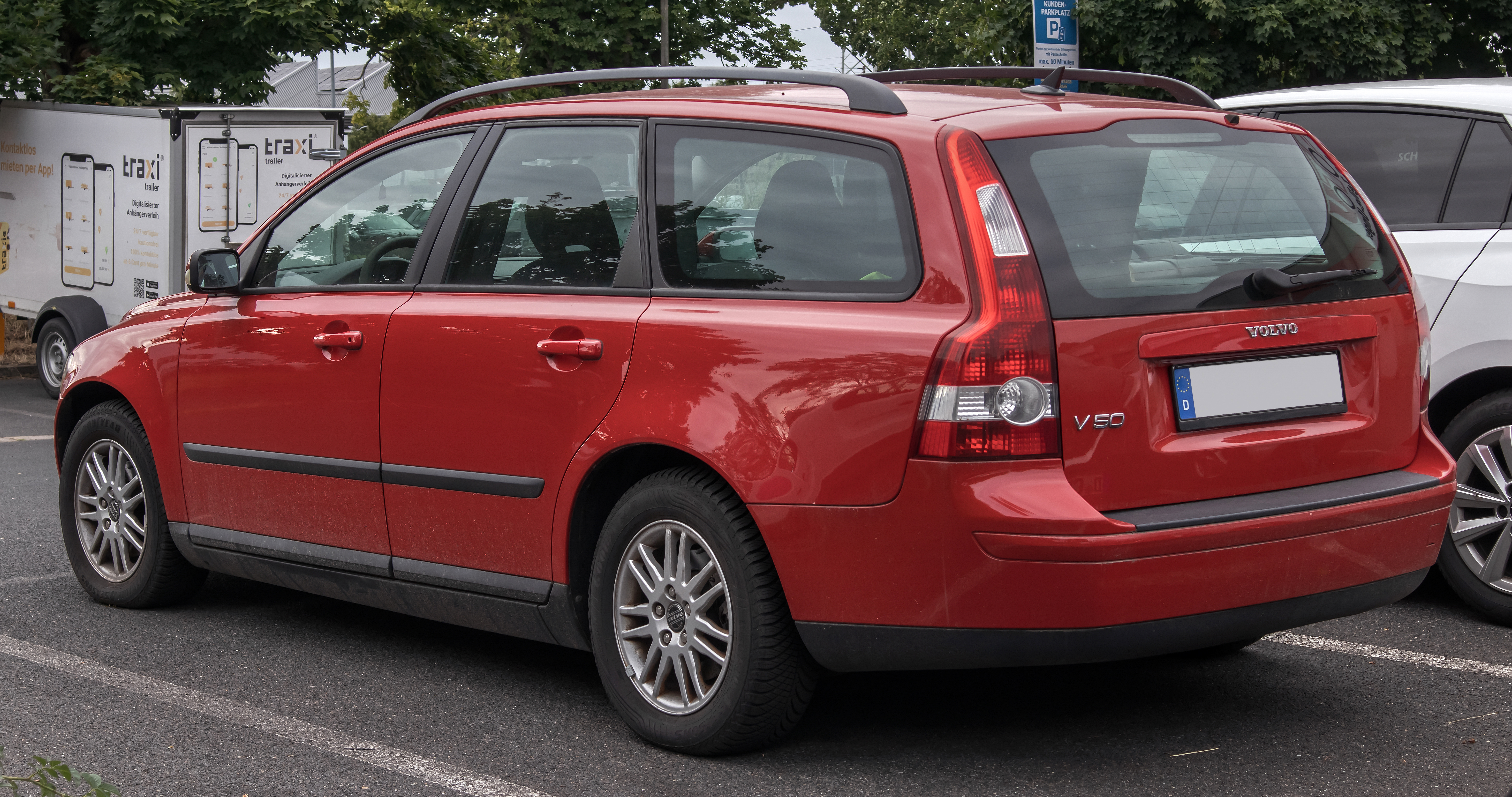
Volvo V50 (2004–2007)

## Modellpflege
Im April 2007 wurde eine Überarbeitung an S40 und V50 durchgeführt, die vor allem an den leicht modifizierten Stoßfängern sowie geänderter Heckleuchtengrafik zu erkennen war. Die Motoren blieben weitgehend unverändert, lediglich die Topmotorisierung T5 leistete nun 169 kW (230 PS) statt 162 kW (220 PS). Als Besonderheit wurde der S40 außerdem als Flexible Fuel Vehicle mit einem 92 kW (125 PS) starken 1,8-l-Motor für Bioethanol-Kraftstoff angeboten.
Im Mai 2012 stellte Volvo die Produktion von S40 und V50 ein. Als Nachfolger kam die Schräghecklimousine Volvo V40 und für den V50 auch der neue V60 heraus.
In Australien wurde er noch bis Ende 2012 als V50 verkauft. Dort war er noch mit dem 2,5-l-Fünfzylinder T5 mit 169 kW (230 PS) im Angebot.

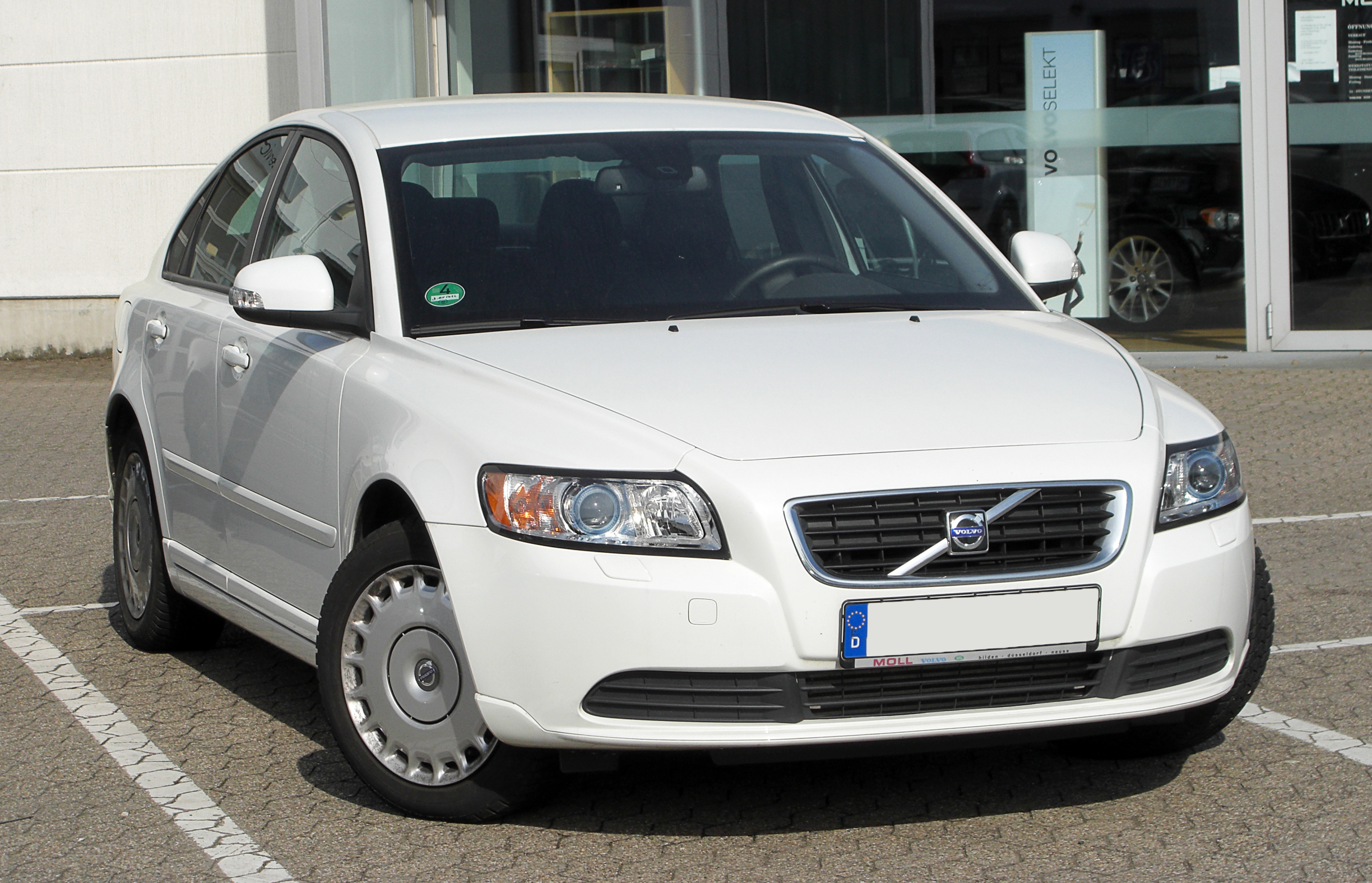
Volvo S40 (2007–2012)
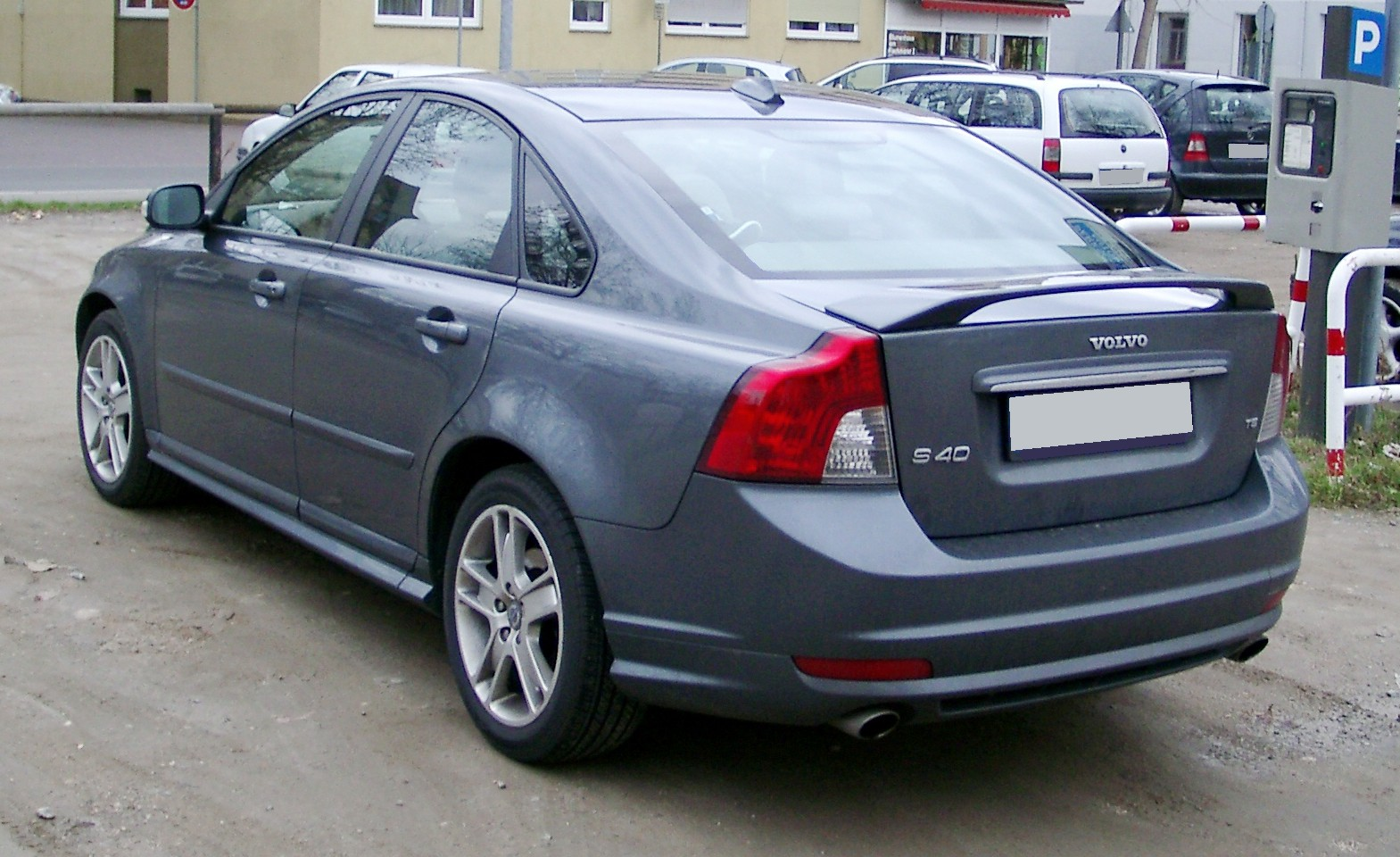
Volvo S40 T5 (2007–2012)
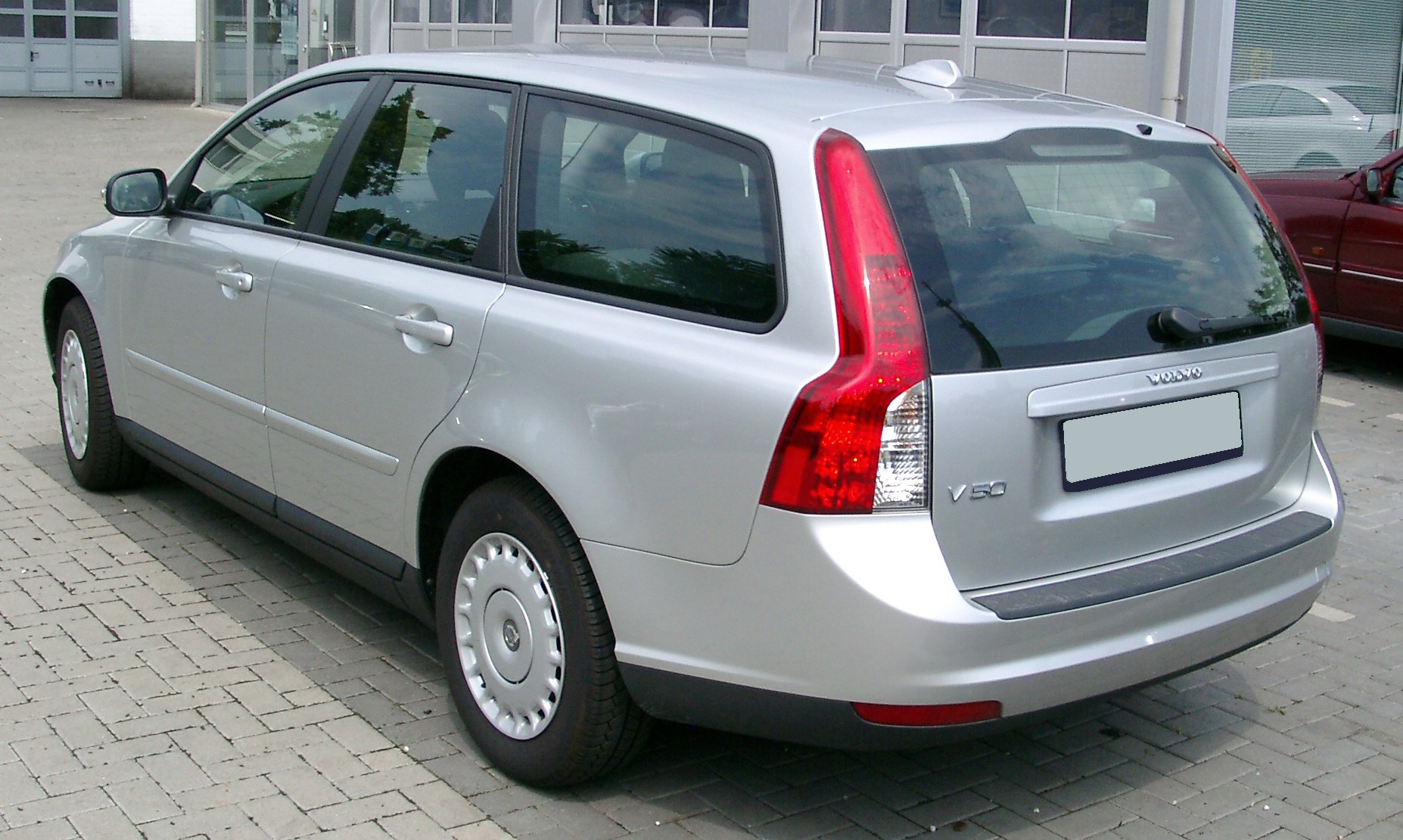
Volvo V50 (2007–2012)

## Motoren
Aus Kostengründen sind auch die vierzylindrigen Motoren weitgehend mit denen des Ford Focus und des Mazda 3 identisch. Die Fünfzylindermaschinen sind jedoch reine Volvo-Eigenentwicklungen, sowohl im Benzin-, als auch Dieselbereich. Ford kaufte von Volvo wiederum für den Ford Focus ST bzw. RS, Ford Mondeo, Ford Kuga und den Ford S-Max das 2,5-Liter-Aggregat mit 162 kW zu.
Bislang bot Volvo im S40/V50 Benzinmotoren von 1,6 Liter Hubraum mit 74 kW (100 PS) bis zum Topmodell T5 mit 169 kW (230 PS) an. Die Dieselpalette reichte von den beiden von PSA  entwickelten 1,6-Liter mit 80 kW (5 l/100 km, 132 g CO2/km) und 2.0 D mit 100 kW (136 PS), bis zum Volvo eigenen Dieselmotor D5 mit 132 kW (180 PS). Alle Dieselmotoren sind mit Dieselrußpartikelfilter ausgerüstet (seit 12/2005).
Im Frühjahr 2010 wurde die Motorenpalette und deren Nomenklatur überarbeitet. Die beiden kleinsten Benziner entfielen, während die 2,0-Liter-Maschine bereits ab November 2009 wahlweise auch als FlexiFuel (2.0 F mit 145 PS) angeboten wurde. Der deutlich verbesserte 1,6-Liter-Diesel hieß nun D2 und erstarkte auf 84 kW (114 PS), in Verbindung mit einem neuen Sechsganggetriebe. Der 2,0-l-Vierzylinder-Diesel entfiel. Der ehemals 2,4-l-Fünfzylinder-Volvo-Diesel wurde durch einen ebenfalls deutlich verbesserten, neuen 2.0-l-Fünfzylinder ersetzt. Versionen D3 mit 150 PS und D4 mit 177 PS. Auf Wunsch konnten D3 und D4 von der Fa. Heico offiziell mit 196 PS ausgestattet werden.
Als Antwort auf den Toyota Prius kam im Frühjahr 2010 die DRIVe-Variante mit 1,6-l-Dieselmotor 109 PS, aber August 2010 mit dem neuen D2 mit 114 PS, Start-Stopp-System und anderen Details zur Verbrauchsreduzierung auf den Markt, allerdings ohne einen ergänzenden Elektroantrieb (Hybrid). (3,9 l/100 km, 104 g CO2/km)

### Ottomotoren
|                                            | 1.6                        | 1.8                        | 1.8 F (FlexiFuel)          | 2.0                         | 2.0 F (FlexiFuel)           | 2.4                         | 2.4i                        | T5                          | T5                          |
| ------------------------------------------ | -------------------------- | -------------------------- | -------------------------- | --------------------------- | --------------------------- | --------------------------- | --------------------------- | --------------------------- | --------------------------- |
| Bauzeitraum                                | 01/2005– 10/2010           | 01/2004– 10/2009           | 04/2007– 10/2009           | 10/2006– 05/2012            | 11/2009– 05/2012            | 01/2004– 10/2009            | 01/2004– 10/2009            | 04/2004– 03/2007            | 04/2007– 12/2012            |
| MKB                                        | B4164S3                    | B4184S11                   | B4184S8                    | B4204S3                     | B4204S4                     | B5244S5                     | B5244S4                     | B5254T3                     | B5254T7                     |
| Motorbaureihe                              | Zetec                      | Ford Duratec-HE            | Ford Duratec-HE            | Ford Duratec-HE             | Ford Duratec-HE             | Volvo B52 Motor             | Volvo B52 Motor             | Volvo B52 Motor             | Volvo B52 Motor             |
| Motorbauart                                | R4-Ottomotor               | R4-Ottomotor               | R4-Ottomotor               | R4-Ottomotor                | R4-Ottomotor                | R5-Ottomotor                | R5-Ottomotor                | R5-Ottomotor                | R5-Ottomotor                |
| Nockenwellenantrieb                        | Zahnriemen                 | Steuerkette                | Steuerkette                | Steuerkette                 | Steuerkette                 | Zahnriemen                  | Zahnriemen                  | Zahnriemen                  | Zahnriemen                  |
| Gemischaufbereitung                        | Saugrohreinspritzung       | Saugrohreinspritzung       | Saugrohreinspritzung       | Saugrohreinspritzung        | Saugrohreinspritzung        | Saugrohreinspritzung        | Saugrohreinspritzung        | Saugrohreinspritzung        | Saugrohreinspritzung        |
| Motoraufladung                             | -                          | -                          | -                          | -                           | -                           | -                           | -                           | Turbolader, Ladeluftkühler  | Turbolader, Ladeluftkühler  |
| Zylinder/Ventile                           | 4/16                       | 4/16                       | 4/16                       | 4/16                        | 4/16                        | 5/20                        | 5/20                        | 5/20                        | 5/20                        |
| Hubraum                                    | 1596 cm³                   | 1798 cm³                   | 1798 cm³                   | 1999 cm³                    | 1999 cm³                    | 2435 cm³                    | 2435 cm³                    | 2521 cm³                    | 2521 cm³                    |
| max. Leistung bei min−1                    | 74 kW (100 PS)/ 6000 min−1 | 92 kW (125 PS)/ 6000 min−1 | 92 kW (125 PS)/ 6000 min−1 | 107 kW (145 PS)/ 6000 min−1 | 107 kW (145 PS)/ 6000 min−1 | 103 kW (140 PS)/ 5000 min−1 | 125 kW (170 PS)/ 6000 min−1 | 162 kW (220 PS)/ 5000 min−1 | 169 kW (230 PS)/ 5000 min−1 |
| max. Drehmoment bei min−1                  | 150 Nm/ 4000 min−1         | 165 Nm/ 4000 min−1         | 165 Nm/ 4000 min−1         | 185 Nm/ 4500 min−1          | 185 Nm/ 4500 min−1          | 220 Nm/ 4000 min−1          | 230 Nm/ 4400 min−1          | 320 Nm/ 1500–4800 min−1     | 320 Nm/ 1500–5000 min−1     |
| Antriebsart, Serie                         | Vorderradantrieb           | Vorderradantrieb           | Vorderradantrieb           | Vorderradantrieb            | Vorderradantrieb            | Vorderradantrieb            | Vorderradantrieb            | Vorderradantrieb            | Vorderradantrieb            |
| Antriebsart, Option                        | -                          | -                          | -                          | -                           | -                           | -                           | -                           | Allradantrieb               | Allradantrieb               |
| Getriebeart, Serie                         | 5-Gang-Schaltgetriebe      | 5-Gang-Schaltgetriebe      | 5-Gang-Schaltgetriebe      | 5-Gang-Schaltgetriebe       | 5-Gang-Schaltgetriebe       | 5-Gang-Schaltgetriebe       | 5-Gang-Schaltgetriebe       | 6-Gang-Schaltgetriebe       | 6-Gang-Schaltgetriebe       |
| Getriebeart, Option                        | -                          | -                          | -                          | -                           | -                           | 5-Gang-Automatikgetriebe    | 5-Gang-Automatikgetriebe    | 5-Gang-Automatikgetriebe    | 5-Gang-Automatikgetriebe    |
| Leergewicht                                | 1324–1328 kg               | 1369–1374 kg               | 1369–1374 kg               | 1369–1383 kg                | 1369–1383 kg                | 1445–1478 kg                | 1444–1469 kg                | 1469–1505 kg                | 1469–1505 kg                |
| max. Zuladung                              | 462–521 kg                 | 462–521 kg                 | 462–521 kg                 | 462–521 kg                  | 462–521 kg                  | 462–521 kg                  | 462–521 kg                  | 462–521 kg                  | 462–521 kg                  |
| Beschleunigung, 0–100 km/h                 | 11,9–12,0 s                | 10,9–11,0 s                | 10,9–11,0 s                | 9,5–9,6 s                   | 9,5–9,6 s                   | 9,9–10,7 s                  | 8,2–9,0 s                   | 6,9–7,6 s                   | 6,8–7,5 s                   |
| Höchst- geschwindigkeit                    | 185 km/h                   | 200 km/h                   | 200 km/h                   | 210 km/h                    | 210 km/h                    | 200–205 km/h                | 215–220 km/h                | 225–235 km/h                | 230–240 km/h                |
| Kraftstoffverbrauch auf 100 km, kombiniert | 7,1–7,2 l Super            | 7,3 l Super                | 7,5 l FFV                  | 7,4–7,6 l Super             | 7,7–7,9 l FFV               | 8,5–9,2 l Super             | 8,5–9,1 l Super             | 8,8–10,2 l Super            | 8,6–9,7 l Super             |
| CO2-Emission                               | 169–171 g/km               | 174 g/km                   | 177 g/km                   | 176–177 g/km                | 179–183 g/km                | 203–220 g/km                | 204–217 g/km                | 208–243 g/km                | 203–229 g/km                |
| Abgasnorm                                  | Euro 4                     | Euro 4                     | Euro 4                     | Euro 4                      | Euro 4                      | Euro 4                      | Euro 4                      | Euro 4                      | Euro 4                      |

### Dieselmotoren
|                                            | 1.6 D                          | 1.6 D DRIVe                    | D2                             | 2.0 D                          | D3                             | D4                             | D5                             | D5                             |
| ------------------------------------------ | ------------------------------ | ------------------------------ | ------------------------------ | ------------------------------ | ------------------------------ | ------------------------------ | ------------------------------ | ------------------------------ |
| Bauzeitraum                                | 01/2005– 04/2010               | 04/2010– 05/2012               | 04/2010– 05/2012               | 01/2004– 04/2010               | 04/2010– 05/2012               | 04/2010– 05/2012               | 03/2006– 04/2010               | 10/2007– 04/2010               |
| MKB                                        | D4164T                         | D4164T                         | D4162T                         | D4204T                         | D5204T5                        | D5204T                         | D5244T8                        | D5244T13                       |
| Motorbaureihe                              | DLD-Motor                      | DLD-Motor                      | DLD-Motor                      | DW10-Motor                     | Volvo D5 Motor                 | Volvo D5 Motor                 | Volvo D5 Motor                 | Volvo D5 Motor                 |
| Motorbauart                                | R4-Dieselmotor                 | R4-Dieselmotor                 | R4-Dieselmotor                 | R4-Dieselmotor                 | R5-Dieselmotor                 | R5-Dieselmotor                 | R5-Dieselmotor                 | R5-Dieselmotor                 |
| Nockenwellenantrieb                        | Zahnriemen                     | Zahnriemen                     | Zahnriemen                     | Zahnriemen                     | Zahnriemen                     | Zahnriemen                     | Zahnriemen                     | Zahnriemen                     |
| Gemischaufbereitung                        | Common-Rail-Einspritzung       | Common-Rail-Einspritzung       | Common-Rail-Einspritzung       | Diesel-Direkteinspritzung      | Common-Rail-Einspritzung       | Common-Rail-Einspritzung       | Common-Rail-Einspritzung       | Common-Rail-Einspritzung       |
| Motoraufladung                             | VTG-Turbolader, Ladeluftkühler | VTG-Turbolader, Ladeluftkühler | VTG-Turbolader, Ladeluftkühler | VTG-Turbolader, Ladeluftkühler | VTG-Turbolader, Ladeluftkühler | VTG-Turbolader, Ladeluftkühler | VTG-Turbolader, Ladeluftkühler | VTG-Turbolader, Ladeluftkühler |
| Zylinder/Ventile                           | 4/16                           | 4/16                           | 4/8                            | 4/16                           | 5/20                           | 5/20                           | 5/20                           | 5/20                           |
| Hubraum                                    | 1560 cm³                       | 1560 cm³                       | 1560 cm³                       | 1997 cm³                       | 1984 cm³                       | 1984 cm³                       | 2400 cm³                       | 2400 cm³                       |
| max. Leistung bei min−1                    | 80 kW (109 PS)/ 4000 min−1     | 80 kW (109 PS)/ 4000 min−1     | 84 kW (114 PS)/ 3600 min−1     | 100 kW (136 PS)/ 4000 min−1    | 110 kW (150 PS)/ 3500 min−1    | 130 kW (177 PS)/ 3500 min−1    | 132 kW (180 PS)/ 4000 min−1    | 132 kW (180 PS)/ 4000 min−1    |
| max. Drehmoment bei min−1                  | 240 Nm/ 1750 min−1             | 240 Nm/ 1750–2500 min−1        | 270 Nm/ 1750–2500 min−1        | 320 Nm/ 2000 min−1             | 350 Nm/ 1500–2750 min−1        | 400 Nm/ 1750–2750 min−1        | 350 Nm/ 1750–3250 min−1        | 400 Nm/ 2000–2750 min−1        |
| Antriebsart, Serie                         | Vorderradantrieb               | Vorderradantrieb               | Vorderradantrieb               | Vorderradantrieb               | Vorderradantrieb               | Vorderradantrieb               | Vorderradantrieb               | Vorderradantrieb               |
| Antriebsart, Option                        | –                              | –                              | –                              | –                              | –                              | –                              | –                              | –                              |
| Getriebeart, Serie                         | 5-Gang-Schaltgetriebe          | 5-Gang-Schaltgetriebe          | 6-Gang-Schaltgetriebe          | 6-Gang-Schaltgetriebe          | 6-Gang-Schaltgetriebe          | 6-Gang-Schaltgetriebe          | Automatikgetriebe              | 6-Gang-Schaltgetriebe          |
| Getriebeart, Option                        | –                              | –                              | –                              | Automatikgetriebe              | Automatikgetriebe              | Automatikgetriebe              | –                              | Automatikgetriebe              |
| Leergewicht                                | 1388–1416 kg                   | 1474–1480 kg                   | 1452–1480                      | 1463–1479 kg                   | 1503–1587 kg                   | 1503–1587 kg                   | 1522–1536 kg                   | 1503–1536 kg                   |
| max. Zuladung                              | 484–492 kg                     | 406–420 kg                     | 428–420 kg                     | 477–481 kg                     | 433–517 kg                     | 433–517 kg                     | 484–498 kg                     | 498–517 kg                     |
| Beschleunigung, 0–100 km/h                 | 12,0–12,1 s                    | 12,0–12,1 s                    | 11,4-11,5 s                    | 9,4–9,5 s                      | 9,6–9,7 s                      | 8,8–8,9 s                      | 8,5 s                          | 7,9–8,5 s                      |
| Höchst- geschwindigkeit                    | 190 km/h                       | 190 km/h                       | 195 km/h                       | 205 km/h                       | 205–210 km/h                   | 215–220 km/h                   | 225 km/h                       | 220–225 km/h                   |
| Kraftstoffverbrauch auf 100 km, kombiniert | 4,9–5,0 l Diesel               | 3,8–3,9 l Diesel               | 4,3 l Diesel                   | 5,7–5,9 l Diesel               | 5,1–5,8 l Diesel               | 5,1–5,8 l Diesel               | 7,0 l Diesel                   | 6,2–7,0 l Diesel               |
| CO2-Emission                               | 129–132 g/km                   | 99–104 g/km                    | 114 g/km                       | 154 g/km                       | 134–154 g/km                   | 134–154 g/km                   | 184 g/km                       | 164–184 g/km                   |
| Abgasnorm                                  | Euro 4                         | Euro 5                         | Euro 5                         | Euro 4                         | Euro 5                         | Euro 5                         | Euro 4                         | Euro 4                         |

- Alle Dieselmotoren haben serienmäßig einen Partikelfilter (seit 12/2008).

1. 1 2  beliebiges Mischverhältnis von Bioethanol E85 und Superbenzin
2. ↑  für Frankreich 98 kW (133 PS)
3. ↑  für Belgien 120 kW (163 PS)